# Kerk van Nylars
De Kerk van Nylars (Deens: Nylars Kirke) is een van de vier ronde kerken op het Deense eiland Bornholm. De kerk werd ontworpen als weerkerk en bevat een aantal 13e-eeuwse fresco's, het zijn de oudste fresco's van de vier ronde kerken op het eiland.

## Geschiedenis
De weerkerk werd rond het jaar 1165 gebouwd en was gewijd aan de heilige Nicolaas. De oude Deense naam voor Nicolaas was Nilaus, van waaruit later de naam Nylars voortkwam. Het kerkgebouw werd van veldstenen opgetrokken; de ramen en deuromlijsting van kalksteen. Het karakter van de weerkerk is grotendeels intact gebleven. De voorhal dateert uit 1879. De kerk viel tot de reformatie onder het aartsbisdom van Lund en verviel daarna aan de Deense kroon. In de 19e eeuw werd de kerk zelfstandig.

## Architectuur
Het drie verdiepingen tellende gebouw heeft een diameter van 11 meter. Kerkschip, koor en apsis werden tegelijkertijd gebouwd. In tegenstelling tot de ronde kerken van Østerlars en Olsker, waar steunberen het kerkgebouw moeten stabiliseren, is de kerk van Nylars stevig gebouwd met muren tot 2 meter dik. Oorspronkelijk had de kerk twee toegangsdeuren, een voor mannen en een voor vrouwen. De noordelijke deur voor de vrouwen werd in de 19e eeuw vervangen door een raam, dat later (in 1973) volledig werd dichtgemetseld. Met afmetingen van slechts 52 bij 27 cm is het kleine venster in de noordwestelijke hoek achter de trap naar de galerij het enige volledig origineel romaanse venster van de ronde kerken op Bornholm.
Het onderste deel van de vrijstaande klokkentoren werd waarschijnlijk ooit gebruikt als een toegangspoort. Resten van de westelijke deur zijn nog altijd te zien in de westelijke muur. De nis op de bovenverdieping bevatte vroeger mogelijk een deur, die leidde naar een trap zoals in de kerk van Østerlars. Het deel van de toren met vakwerk is een latere toevoeging. In de toren hangen twee klokken: de kleine klok is uit 1702 en draagt het zegel van koning Frederik IV, de grote klok werd gegoten op Bornholm in 1882.

## Interieur
Zoals bij de andere drie ronde kerken op Bornholm wordt het gewelf gedragen door een zware pijler van kalksteen in het midden van de kerkruimte. In de halfkoepelige apsis zijn vijf gaten in de vorm van een kruis te zien, ze verhullen kleipotten van 20 cm diep om de akoestiek te verbeteren. De vergulde engel dateert uit 1700. De galerij en de kansel zijn van 1882 en werden in 1973 door Poul Høm in bij de fresco's passende kleuren geschilderd. Van de hand van Høm is ook het kleine glas-in-loodraam achter de kansel met de beeltenis van een zandloper. Het doopvont van kalksteen uit Gotland is laat-romaans, de doopschaal is van 1575 en komt uit Zuid-Duitsland. Het gebrandschilderde raam achter het altaar symboliseert met een zaadje dat zich tot plant ontwikkelt de opstanding uit de dood. In de voorhal zijn een tweetal oude runenstenen en een kruisbeeld uit de renaissance uit circa 1600.

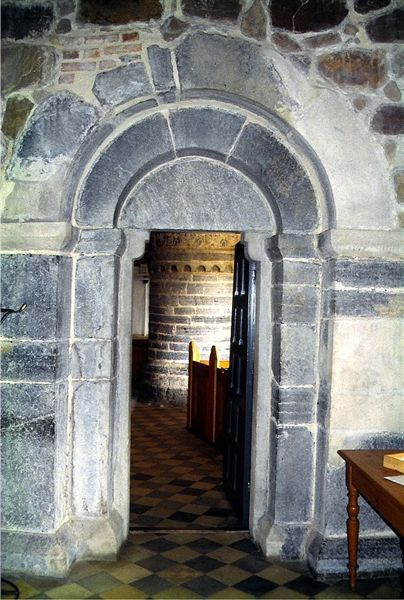
Zuidelijk portaal
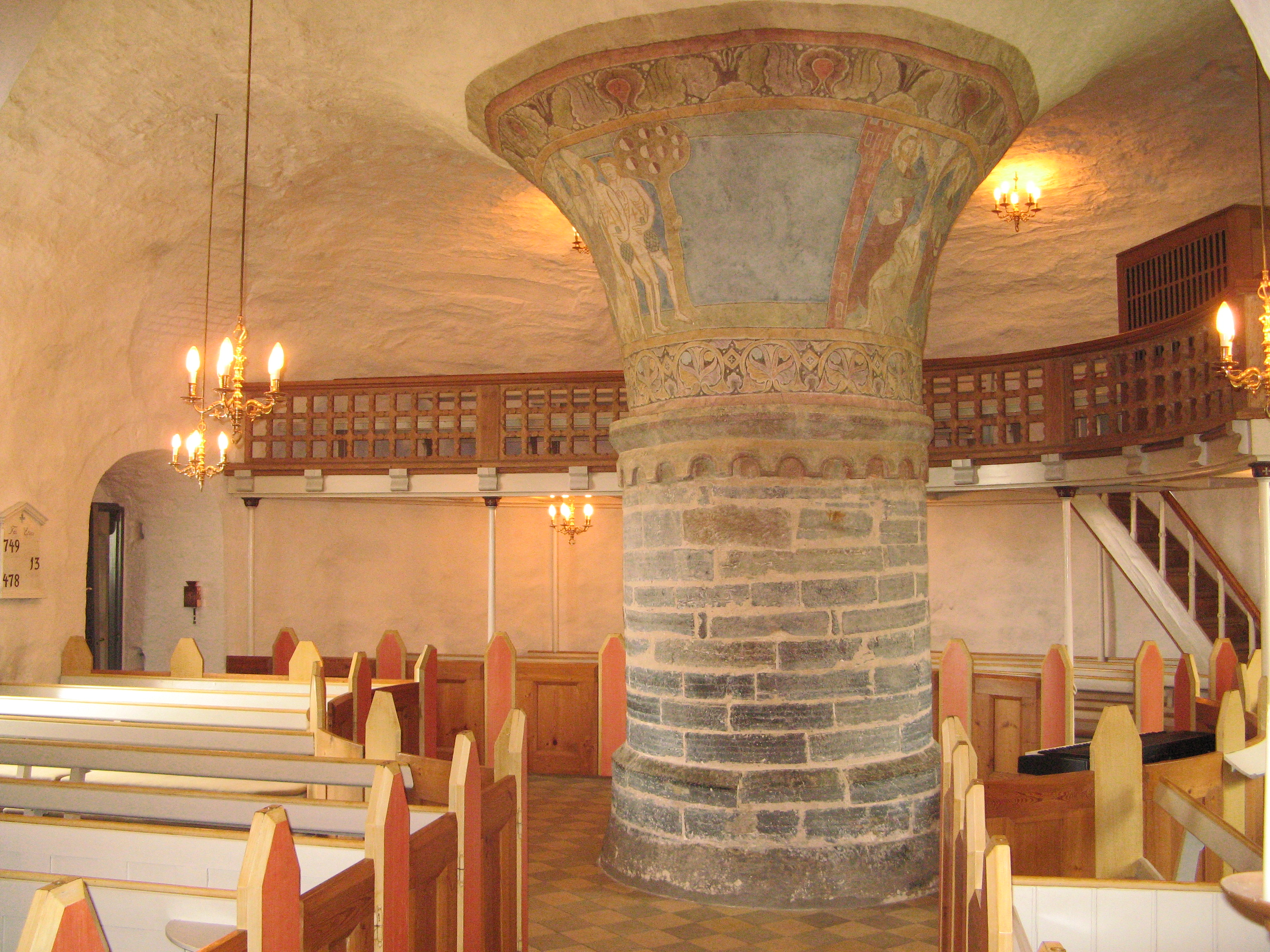
Centrale pijler
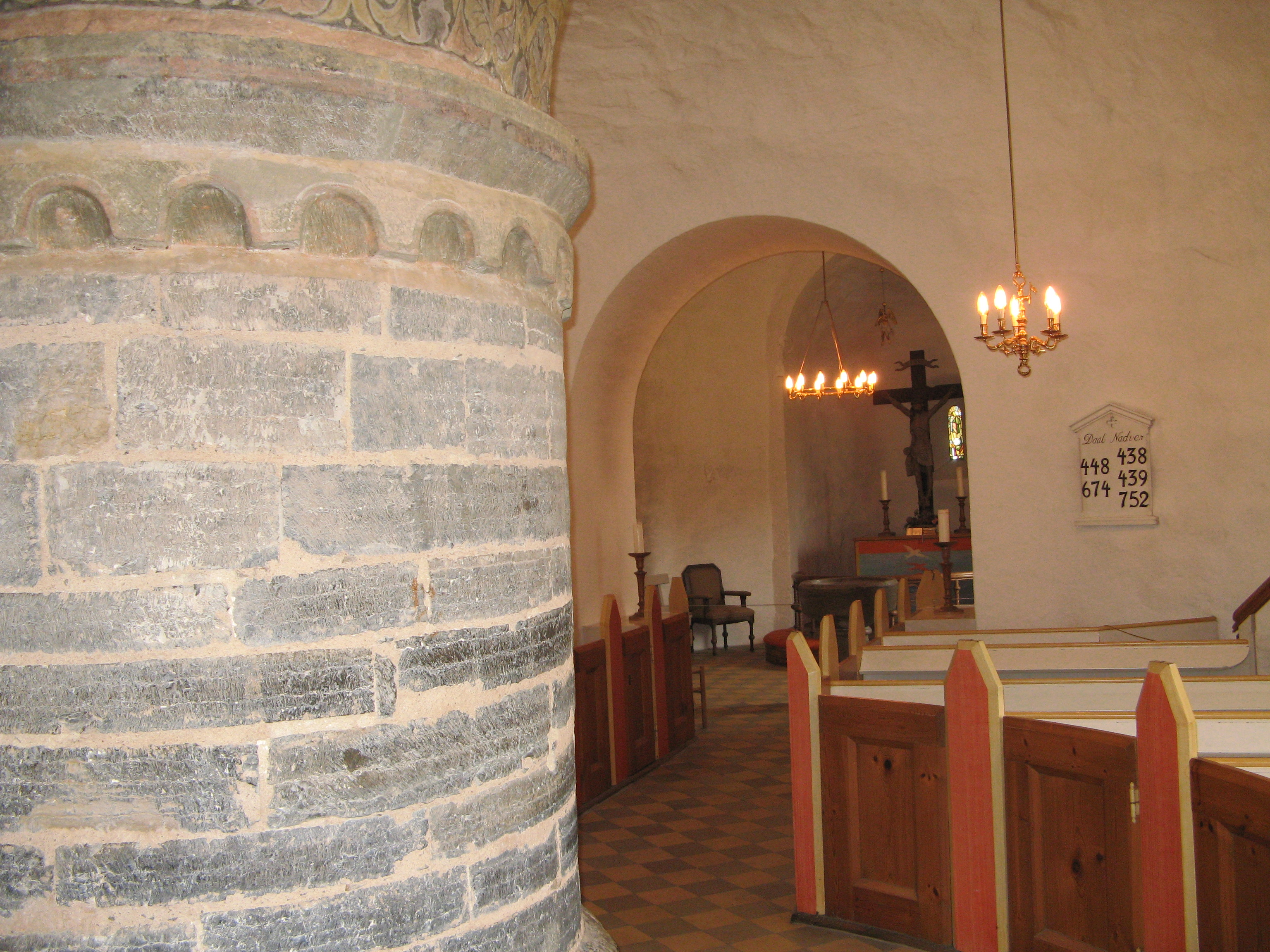
Interieur
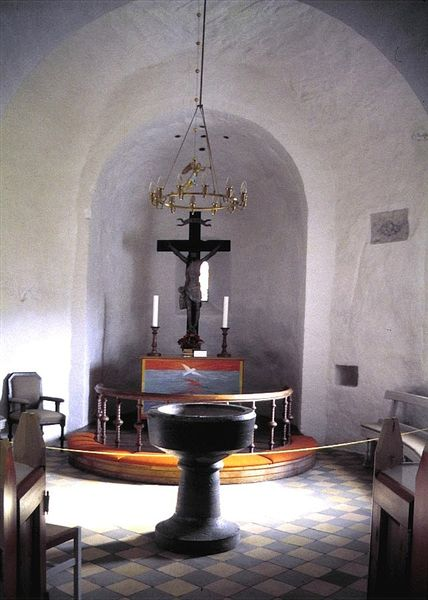
Koor en apsis
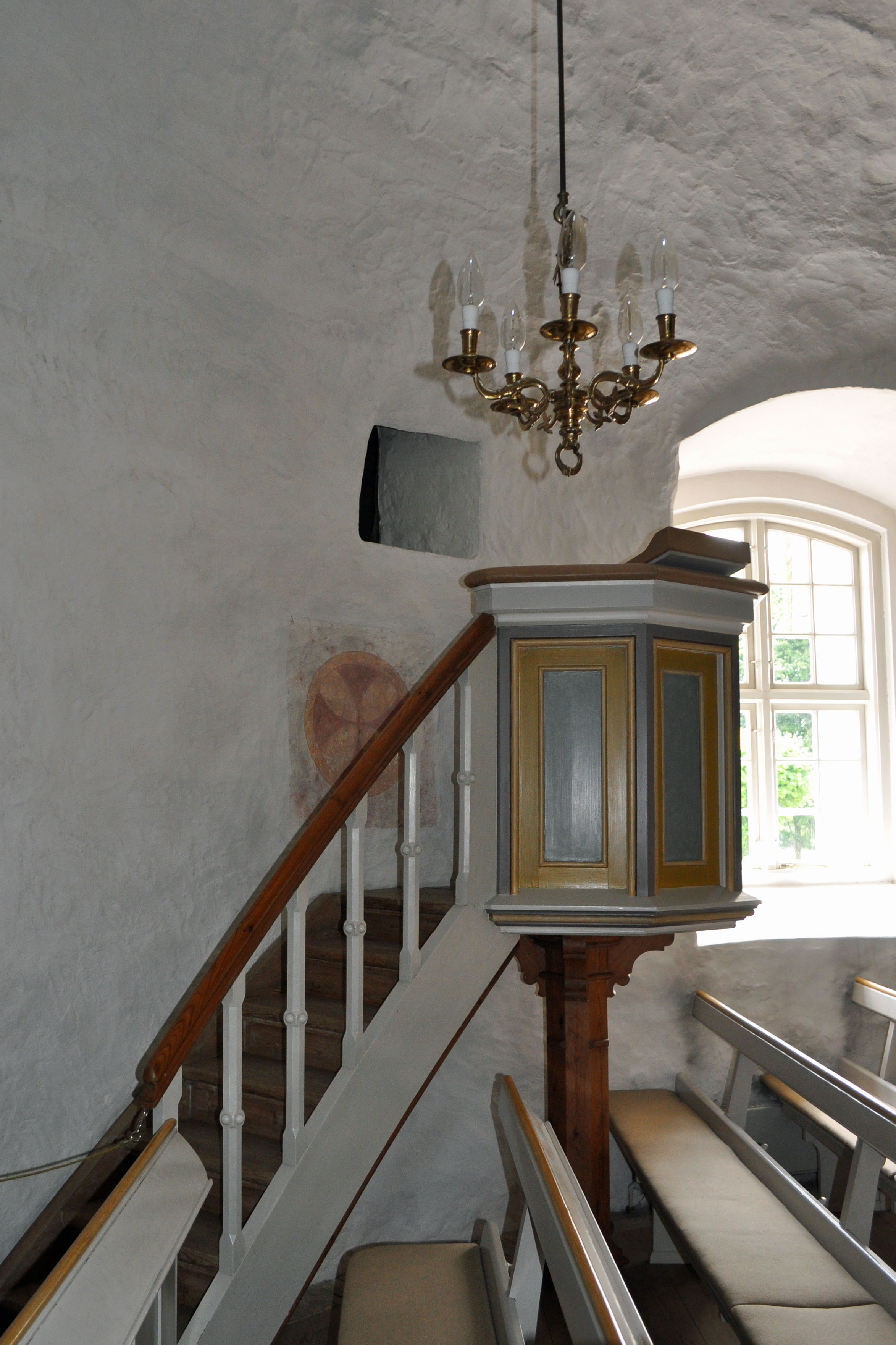
Kansel

## Fresco's
In 1882 werd tijdens de restauratie door de architect Mathias Bidstrup bij het verwijderen van de kalklagen een 13e-eeuws fresco boven de centrale pijler blootgelegd. Op een blauwe achtergrond worden op de fresco's scènes van de Schepping tot het Jongste Gericht uitgebeeld.

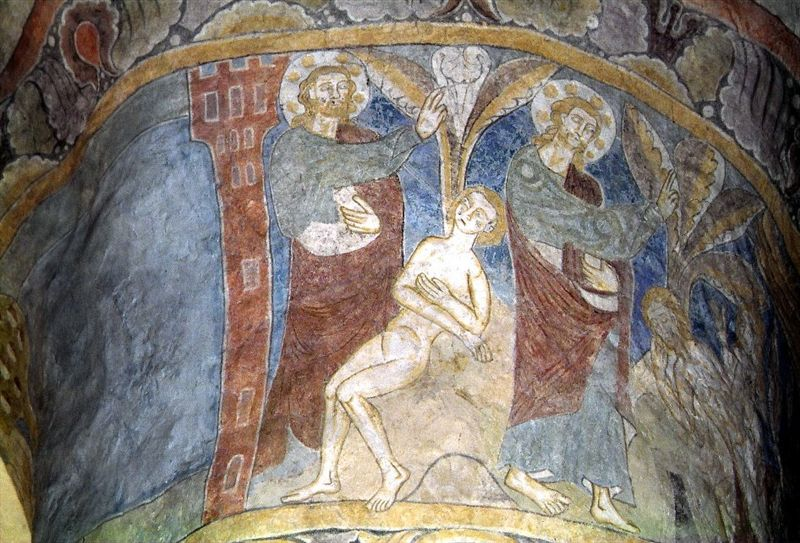
De schepping van Adam
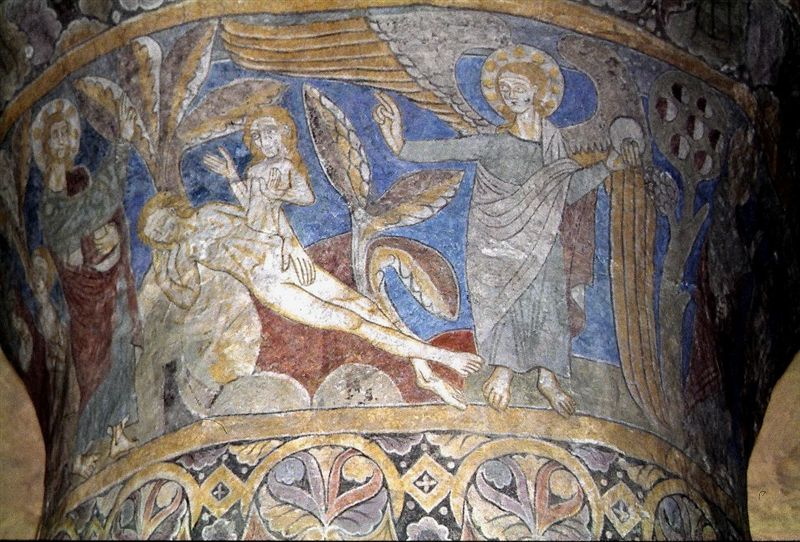
De schepping van Eva
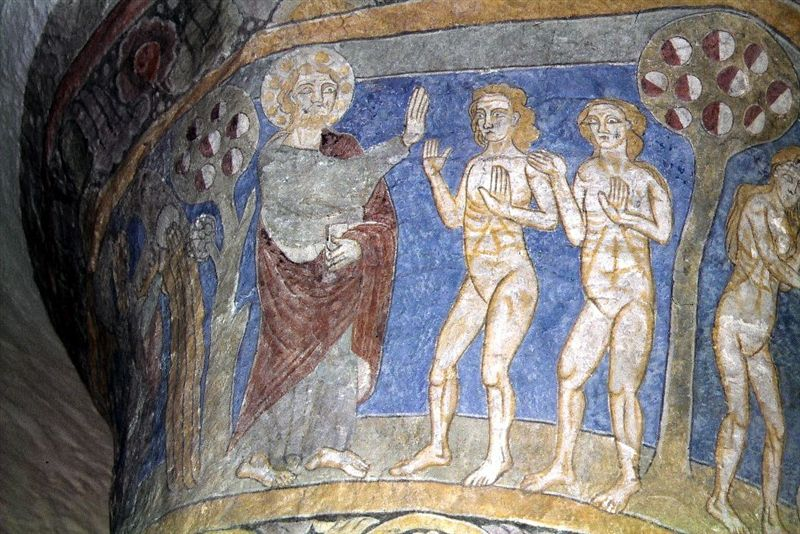
De boom van kennis van goed en kwaad
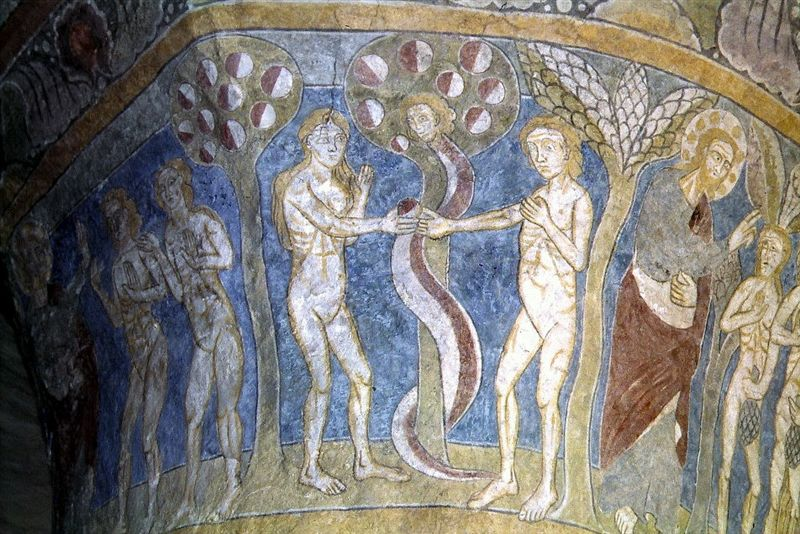
De zondeval
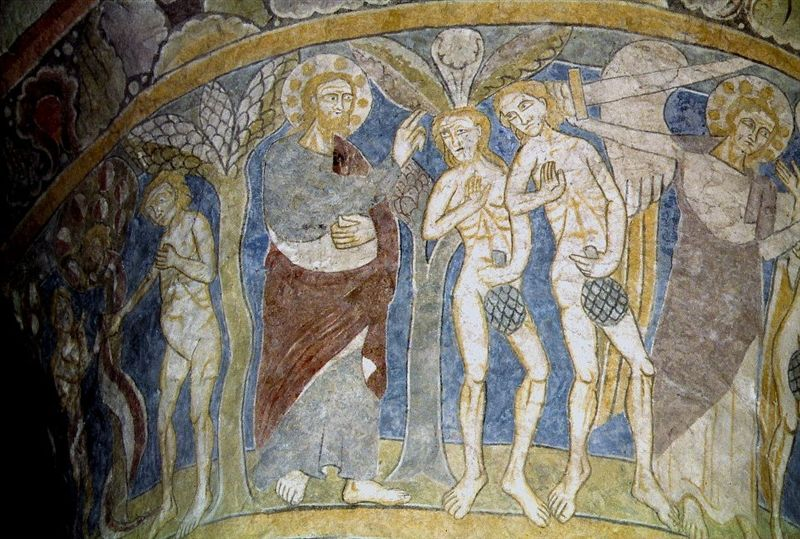
God berispt Adam en Eva
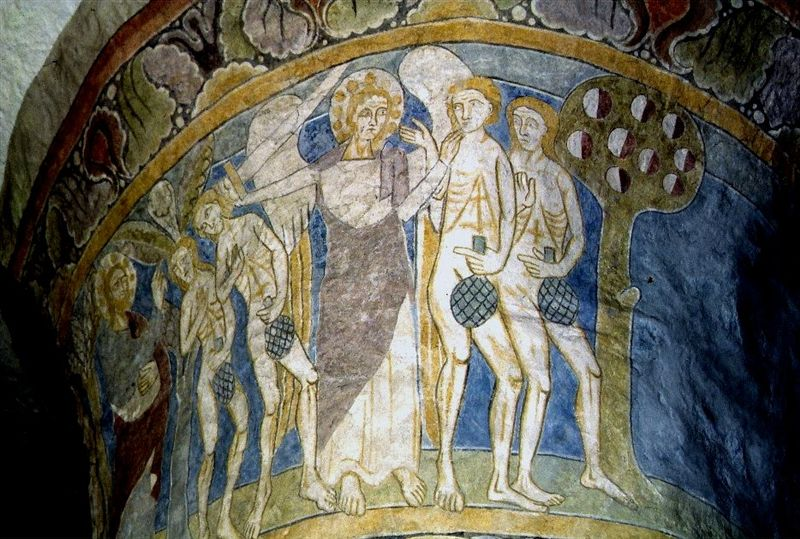
De verdrijving uit het Paradijs